# JIVE
JIVE (англ. Joint Institute for Very Long Baseline Interferometry European Research Infrastructure Consortium, Об'єднаний інститут інтерферометрії з наддовгою базою Європейського консорціуму дослідницької інфраструктури) — радіоастрономічна наукова установа, відповідальна за забезпечення роботи Європейської радіоінтерферометричної мережі з наддовною базою.

## Історія і діяльність
JIVE був створений рішенням Європейської комісії в грудні 2014 року та взяв на себе обов'язки фонду JIVE, заснованого в грудні 1993 року.
У 2009 році JIVE провів демонстрацію технології радіоінтерферометрії з наддовгою базою в режимі реального часу, так званої e-VLBI (electronic Very Long Baseline Interferometry).
JIVE керує процесором даних Європейської радіоінтерферометричної мережі з наддовною базою, відомим як корелятор, — спеціальним суперкомп'ютером для астрономічної кореляції даних з різних радіотелескопів. Дані з різних телескопів передаються в JIVE, де корелятор створює остаточне зображення високої роздільної здатності.

## Учасники JIVE
JIVE знаходиться в Двінгело в Нідерландах, на базі Нідерландського радіоастрономічного інституту ASTRON.
JIVE включає сім членів:
- Нідерланди, Нідерландська організація наукових досліджень та Нідерландський радіоастрономічний інститут ASTRON
- Франція, Національний центр наукових досліджень
- Латвія, Міністерство освіти і науки
- Іспанія, Міністерство транспорту, мобільності та міської політики
- Швеція, Шведська дослідницька рада[en]
- Велика Британія, Рада з наукових і технічних установ[en]
- Італія, Національний інститут астрофізики

Також в роботі JIVE беруть участь інші дослідницькі установи:
- КНР, Національні астрономічні обсерваторії Китаю
- Німеччина, Інститут радіоастрономії Макса Планка
- Південно-Африканська Республіка, Національний дослідницький фонд[en]